# Федеральный резервный банк Сан-Франциско

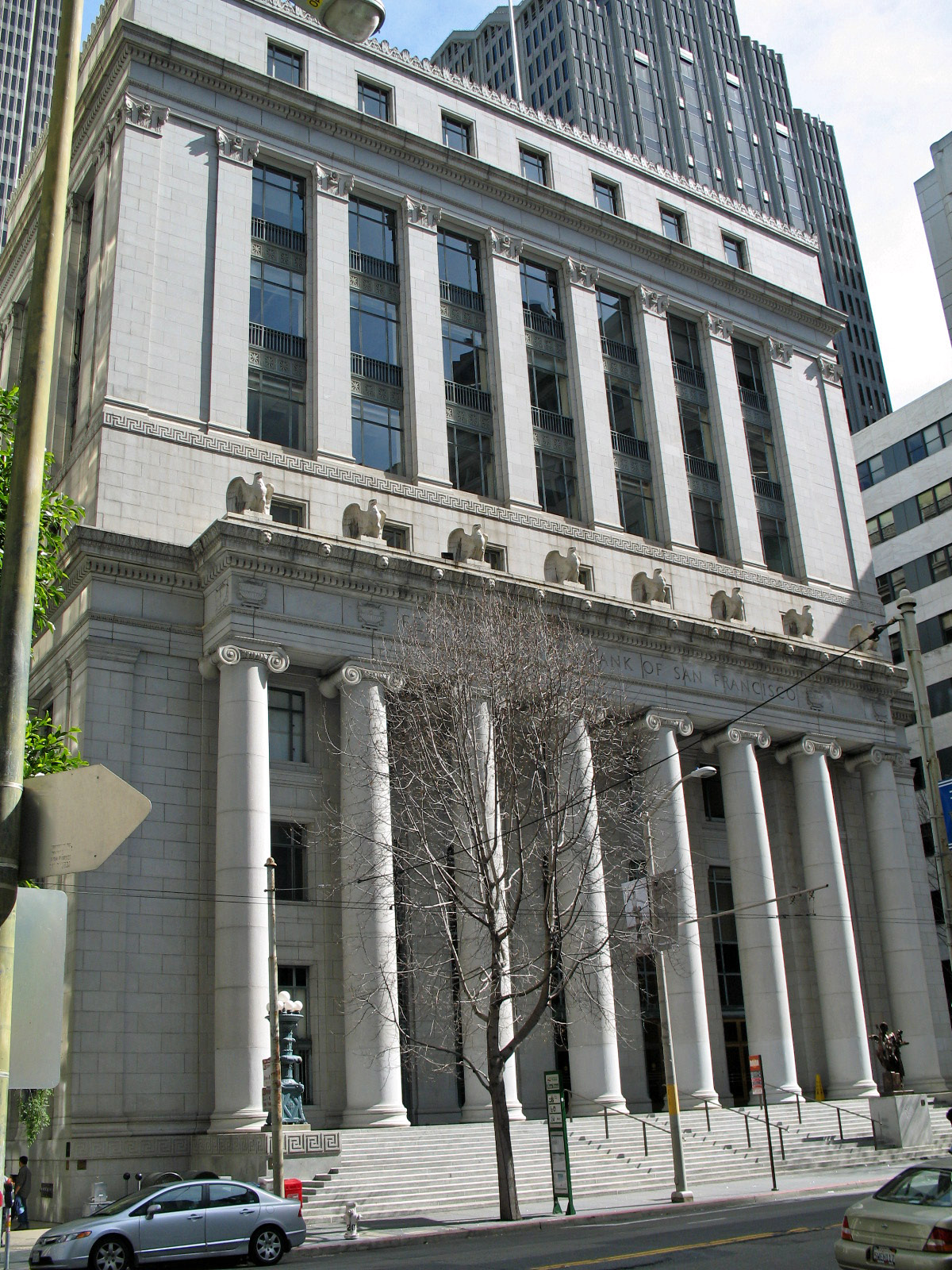
Фасад старого здания Федерального резервного банка Сан-Франциско на улице Sansome, д. 400.

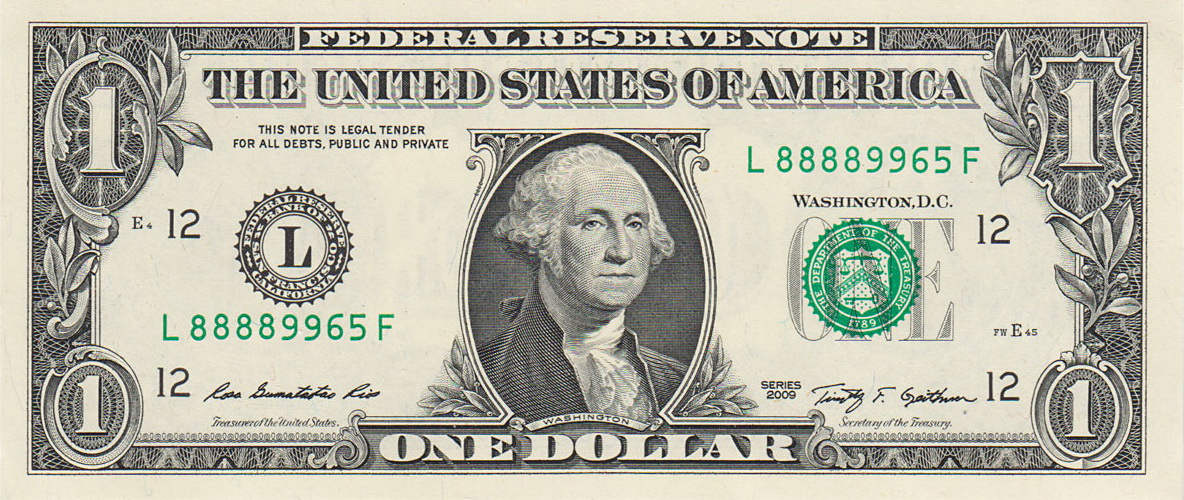
1 доллар 2009 года, выпущенный Федеральным резервным банком Сан-Франциско

Федеральный резервный банк Сан-Франциско (англ. Federal Reserve Bank of San Francisco) — резервный банк США двенадцатого округа, входящий в Федеральную резервную систему США. Двенадцатый округ включает девять западных штатов (Аляску, Аризону, Калифорнию, Гавайи, Айдахо, Неваду, Орегон, Юту и Вашингтон), а также Гуам, Американское Самоа и Северные Марианские острова, и является наибольшим по территории и числу проживающего населения.
Президентом и генеральным директором (CEO) с 1 октября 2018 года является Мэри Дэли, сменившая на этом посту Джона Уильямса.

## Представительства банка
Для выполнения своих функций помимо головной конторы, расположенной в Сан-Франциско, действуют ещё 5 представительств банка: в Лос-Анджелесе, Фениксе, Портленде, Солт-Лейк-Сити и Сиэтле.

## Руководство банка
Акционеры банка выбирают членов Совета директоров, которые назначают исполнительные органы (президента и вице-президентов) банка, согласуя их с руководством Федеральной резервной системы США.
Пост Председателя Совета директоров банка в 2018 году занимает Алекс Меран (Alex Mehran).

### Президенты банка
- февраль 1986 — 1 июня 2004 — Роберт Т. Парри (Robert T. Parry)[4]
- 1 июня 2004 — 4 октября 2010 — Джанет Йеллен
- 4 октября 2010 — 1 марта 2011 — Джон Мур (и. о.)
- с 1 марта 2011 — 2018 — Джон Уильямс[3]
- с 2018 — Мэри Дэли[англ.]